# Becklesius
Becklesius is een geslacht van uitgestorven paramacellodide hagedissen, bekend van het Laat-Jura tot het Laat-Krijt van Europa. 
De typesoort is Becklesisaurus hoffstetteri Seiffert 1973 die in 1983 als een apart geslacht hernoemd werd door Estes in Becklesius hoffstetteri, zodat nog steeds Samuel Husband Beckles geëerd werd. Deze is bekend uit oude sedimenten uit het Kimmeridgien van de Alcobaçaformatie uit Portugal. De soortaanduiding eert Robert Hoffstetter. Het holotype is FUB GUI A 56, een linkeronderkaak. Een mogelijk synoniem is Macellodus brodiei Hoffsteter 1969, waarvan de geslachtsnaam bewet is.
Een onbepaalde soort, Becklesius aff. hoffstetteri is bekend uit sedimenten uit het Berriasien van de Lulworthformatie van het Verenigd Koninkrijk. Dit verwijst naar specimen PSMUBB V 365, een linkeronderkaak.
De tweede soort Becklesius cataphractus Richter 1994, "met pantserschubben". is bekend van de sedimenten uit het Barremien van de Una-vindplaats, onderdeel van de La Huérguinaformatie van Spanje. Het holotype is  IPFUB una L. 17a-17z, een skelet met schedel.
De derde soort Becklesius nopcsai is bekend uit het Laat-Krijt (Maastrichtien) van de Sânpetruformatie van Roemenië. De soortaanduiding eert Franz Nopcsa. Het holotype is PSMUBB V 361, een onderkaak.